# 苏黎世州
苏黎世州（德語：Kanton Zürich；简称ZH）是瑞士的一个州，官方语言为德语，首府苏黎世。苏黎世州位于瑞士东北部，北起A4国立高速公路与沙夫豪森州之分界，南至梅特门施泰滕，西起与阿尔高州之分界，东至与图尔高州之分界，与德国在北面接壤。州人口超过百万人。
州府苏黎世是瑞士第一大城市，全国的经济中心，拥有全国唯一国际证券交易所：瑞士证券交易所。

## 行政区域
苏黎世州分为12区，至2014年12月止共169市。

### 区
- 苏黎世市
- 阿福爾特恩區
- 安德爾芬根區
- 比拉赫區
- 迪爾斯多夫區
- 迪蒂孔區
- 欣維爾區
- 霍爾根區
- 邁倫區
- 普費菲孔區
- 烏斯特區
- 溫特圖爾區

各区之首府，位于该区同名之市。

### 市鎮合併
- 2014年1月1日：阿蒂孔附近贝奇孔并入維森丹根。[3]
- 2015年1月1日：施泰嫩贝格并入包马。[4]

## 历史
1789年，位于今天苏黎世州的旧政权在底层人士要求平等自由的声浪中倒台。建立州政权的努力在之后短短的几个星期时间里便由于法国军队的占领而不得无果而终。这片土地由此附属于海尔维第共和国，成为一个没有自主权的下分15个区域的行政区。
海尔维第共和国内持续不停的讨论迫使拿破仑在1802年召开了海尔维第大会。并于1803年三月最终通过了调停法案结束了海尔维第共和国，成立了海尔维第同盟国，一个作为海尔维第同盟国之一的拥有自主权的苏黎世州也由此建立。
调停法案由于法国军队在对德莱比锡战役中的失败在1813年底被取消。新的修复法案在1814年通过维也纳会议得以实施，贵族阶级的影响也重新得到了支持，行政管理系统也得到了修改：明确了11位区行政长官的制度，其划分方法直到今天仍完整保留了下来。

## 外部連結
- 官方网站 （德文）
- Official Statistics
- Zürich Tourism （页面存档备份，存于）